# Chionanthus virginicus

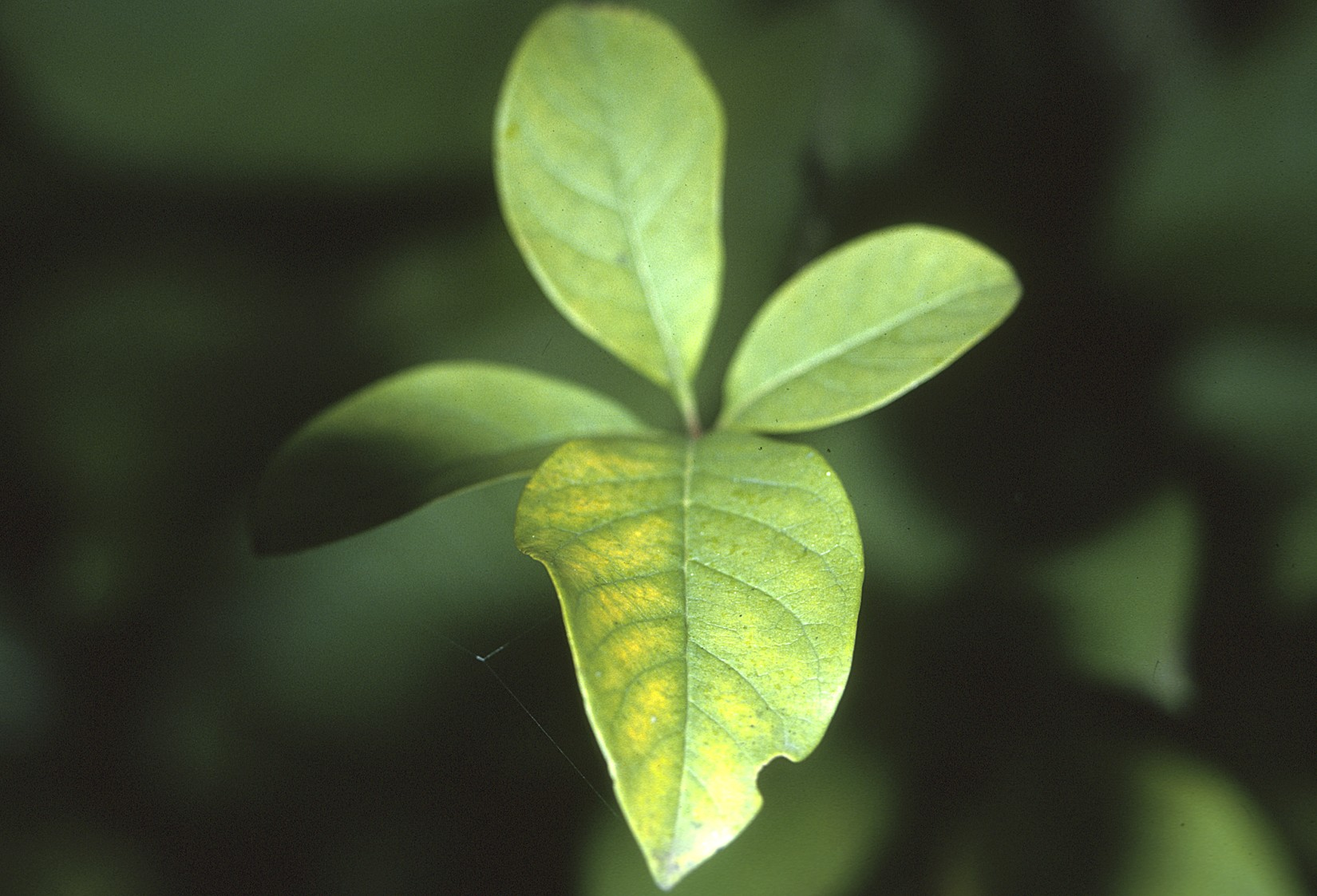
Blätter

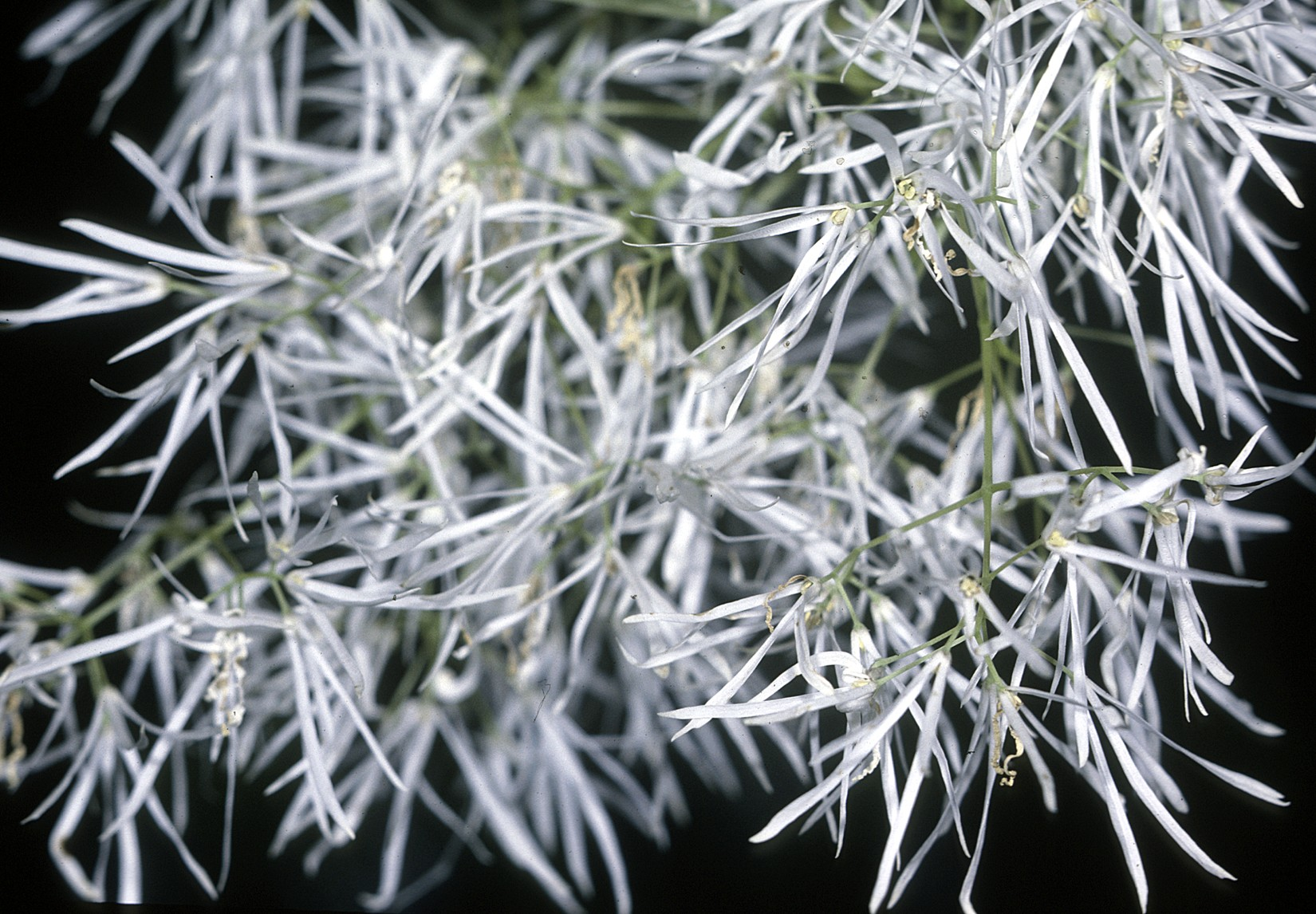
Blüten

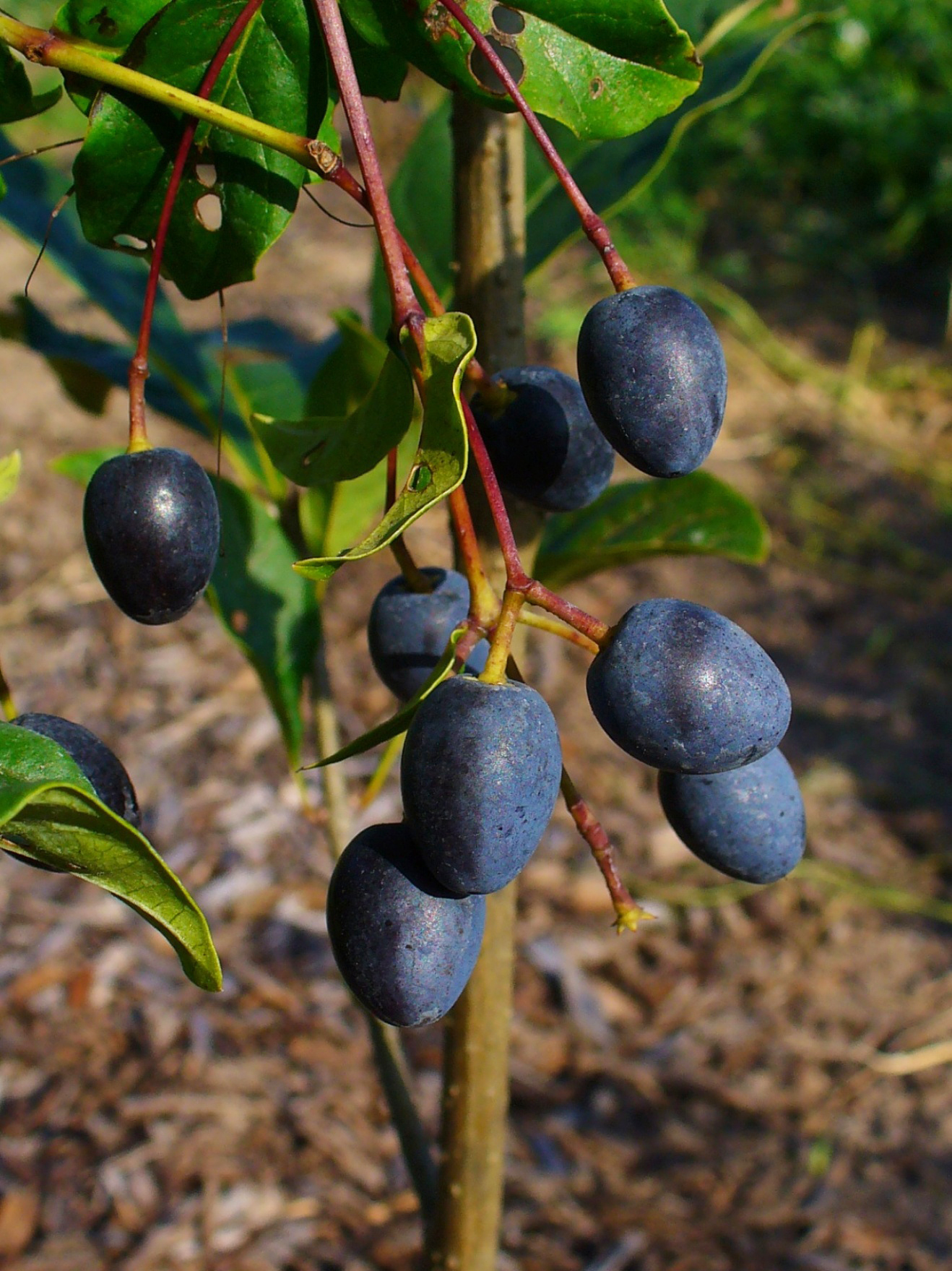
Früchte

Chionanthus virginicus, auch Virginischer Schneeflockenstrauch, Virginischer Schneebaum oder Giftesche genannt, ist eine Laubbaumart aus der Gattung der Schneebäume (Chionanthus) in der Familie der Ölbaumgewächse (Oleaceae). Die Art ist im östlichen Nordamerika heimisch. Die Erstbeschreibung von Carl von Linné wurde 1753 in Species Plantarum veröffentlicht, damals noch mit dem Artepitheton virginica.

## Beschreibung
Chionanthus virginicus wächst als meist mehrstämmiger Strauch oder kleinerer Baum, bildet eine relativ schlanke, rundliche Krone und erreicht Wuchshöhen bis 10 Meter und Stammdurchmesser bis etwa 30 cm. Die Borke ist braun-grau und rissig bis schuppig oder knötelig.
Im Gegensatz zu den meisten Vertretern der Gattung ist Chionanthus virginicus nicht immergrün, sondern laubabwerfend. Die gegenständigen, meist spitzen, einfachen und kurz gestielten Laubblätter sind eiförmig, -lanzettlich bis elliptisch, lanzettlich, 10 bis 20 cm lang und 2 bis 12 cm breit. Der kurze Blattstiel ist bis 2 cm lang und der Blattrand ist ganz; die Blattadern auf der Unterseite sind behaart. Die Herbstfärbung ist in nördlichen Breitengraden gelb, in südlicheren Gegenden unauffällig braun.
Chionanthus virginicus ist funktionell diözisch oder polygam-diözisch. Es werden achselständige und hängende, gestielte und meist kahle Rispen gebildet. Es sind an den teils haarigen Blütenstandsstielen blattartige Trag- und Vorblätter sowie an den Seitenachsen wieder blattartige Tragblätter vorhanden. Die duftenden, meist funktionell eingeschlechtigen oder auch seltener zwittrigen, vierzähligen Blüten haben vier bis sechs weiße, 2 bis 3 cm lange, linealische Kronblätter. Die Blüten sind gestielt und der kleine, vierzipflige Kelch ist kahl. Es sind meist 2 bis, in den männlichen Blüten, 4 Staubblätter oder in den weiblichen Blüten 2 Staminodien mit Antheroden vorhanden. Der zweikammerige Fruchtknoten ist oberständig, mit kurzem Griffel, die Narbe ist zweiteilig, -lappig. Die männlichen Büten besitzen einen Pistillode.
Die eiförmigen, olivenförmigen Steinfrüchte sind dunkelpurpurn und manchmal mit einer weißpuderigen Wachsschicht „bereift“. Sie sind bis etwa 1,1–1,9 cm lang, mit dünnem Fruchtfleisch und es sind meist einer bis drei, holzige und hellbräunliche, 8–10 mm große Steinkerne enthalten.

## Verbreitung
Chionanthus virginicus ist im südöstlichen bis östlichen Nordamerika heimisch. Das Verbreitungsgebiet erstreckt sich über die US-Bundesstaaten New Jersey, Pennsylvania, West Virginia, Missouri, Oklahoma und Texas, Alabama, Florida, Georgia, Maryland, North Carolina und South Carolina.

## Nutzung
Wegen der auffallend weißen Blüten ist Chionanthus virginicus ein vor allem in Nordamerika sehr beliebter Zierbaum.
Die Früchte sind essbar. Sie werden auch eingelegt und dienen als Olivenersatz.